# Imerio di Bosto
Sant'Imerio di Bosto è venerato come santo e martire della Chiesa cattolica. Viene ricordato assieme a San Gemolo il 4 febbraio. 
La tradizione agiografica vuole che attorno all'anno 1000 Imerio, assieme a Gemolo e ad un vescovo, zio di quest'ultimo, si stesse recando in pellegrinaggio a Roma, a San Pietro e a San Paolo fuori le Mura. Una notte, fermatisi a riposare in Valceresio, subirono un furto da parte di alcuni briganti di Uboldo o Seprio; Gemolo e Imerio si lanciarono all'inseguimento dei ladri fino in Valganna, ma questi, nonostante i due avessero invocato loro pietà in nome di Dio, li trucidarono: Gemolo, secondo la tradizione, raccolse la sua testa decapitata e raggiunse a cavallo Monte Donego (Mondonico) dove morì e fu sepolto. I suoi resti furono poi traslati a Ganna, dove nel 1095 sorse un'abbazia a lui dedicata per volere di Attone di Milano, col beneplacito di Arnolfo III.
Imerio, ferito gravemente, riuscì a fuggire e arrivò fino a Varese, più precisamente nella castellanza di Bosto, dove il giorno seguente fu trovato morto sul sagrato di una chiesa, che gli fu poi intitolata e dove fu sepolto.  
Un tempo il santo era patrono del comune di Imer, in Trentino.
Una tradizione risalente all'XI secolo vuole che Imerio fosse di origine nordica.